# Pendón de San Isidoro

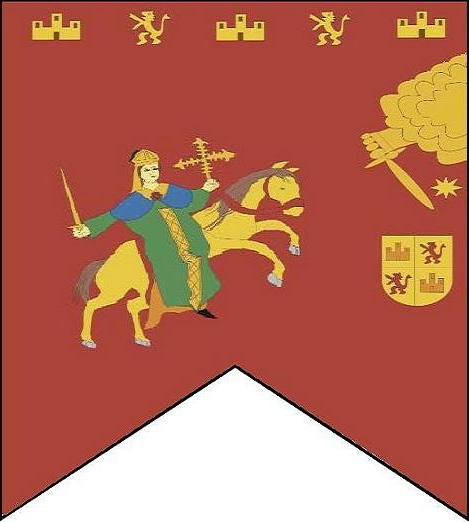
Pendón de San Isidoro tras la restauración de 1900. Originalmente, en forma de bandera farpada, fue una elaboración de entre 1350 y 1375 realizada a partir de los elementos de una leyenda hagiográfica del en la que San Isidoro intervenía milagrosamente en apoyo del sitio de Baeza. Sin embargo, esta plaza no fue tomada por la fuerza, sino que capituló

El pendón de San Isidoro o pendón de Baeza es un emblema vexilológico del tercer cuarto del siglo XIV que muestra a Isidoro de Sevilla como caballero guerrero, reflejando una leyenda consolidada a finales del siglo XIII sobre la toma de Baeza en una batalla que habría ayudado a ganar el santo letrado en 1147. Se halla bajo estrictas medidas de conservación y seguridad en el Museo de la Real Colegiata Basílica de San Isidoro, en León. Actualmente el pendón es considerado reliquia nacional,[cita requerida] habiéndosele concedido honores de capitán general y alférez perpetuo en la persona del jefe del Estado español, Felipe VI.
Los elementos figurados en el pendón, originalmente dispuestos en una bandera farpada, se reestructuraron en 1900 disponiéndose en un paño de tafetán carmesí adamascado: 
- La imagen armada del santo sevillano a caballo.
- Una nube de la cual sale una mano que empuña una espada, más una estrella que la surmonta en alusión a Santiago el Mayor.
- Representaciones heráldicas de León y de Castilla.

## Historia
Las fuentes históricas primarias fiables confirman, contrariamente a lo que sostiene la leyenda, que Baeza no fue conquistada en 1147, sino que se rindió por capitulación. Por otro lado, la datación a partir de la versión legendaria devenida en tradicional que fechaba el pendón en tiempos de Alfonso VII es incorrecta, ya que los elemendos heráldicos alusivos al Reino de León y Castilla son posteriores a 1231, y constituían un anacronismo soslayado mediante el recurso a explicar su presencia como producto de una interpolación posterior que, sin embargo, nunca fue demostrada. Así pues, el pendón fue probablemente elaborado, en su configuración primitiva, con posterioridad a la leyenda hagiográfica del siglo XIII que consolidó, a finales de dicho siglo, los elementos que en la segunda mitad del siglo XIV (probablemente entre 1350 y 1375) quedarían reflejados en la elaboración del pendón isidoriano, la cual tuvo lugar con motivo de la refundación de una cofradía que, inicialmente, solo fue de ayuda y sufragio a los difuntos de esta sociedad y que no tenía ningún cometido militar.

## Leyenda
El pendón refleja una leyenda de finales del siglo XIII que relata cómo en el verano de 1147, cuando las tropas de Alfonso VII avanzaban hacia Almería, se vieron frenadas por la resistencia musulmana en la ciudad de Baeza. El ejército cristiano preparó un cerco militar en torno a la ciudad con el fin de conquistarla, pero la resistencia musulmana desbarató las expectativas de Alfonso VII, hasta el punto de que las huestes leonesas consideraron levantar el cerco a la ciudad. En ese momento, cuenta la leyenda que San Isidoro intervino en apoyo de los cristianos, y de esta forma el emperador acabó entrando triunfante en Baeza el 25 de julio, día de Santiago.

## El pendón en la batalla de Guadalhorce
El 29 de agosto de 1326, durante el reinado de Alfonso XI de Castilla, las tropas castellanas a las órdenes del célebre escritor Don Juan Manuel, nieto de Fernando III, derrotaron a las fuerzas del reino de Granada, dirigidas por el general Ozmín, en la batalla de Guadalhorce, donde perdieron la vida unos 3000 musulmanes. Y en la Gran Crónica de Alfonso XI se consignó que en dicha batalla el pendón de Baeza fue roto por los granadinos y que el alférez que lo llevaba, cuyo nombre no es mencionado, murió defendiéndolo, y el historiador Joseph O'Callaghan afirmó que el pendón roto fue el célebre Pendón de San Isidoro, conocido también como Pendón de Baeza, y que esta es la primera vez en que dicho pendón fue mencionado en el siglo XIV por su uso en una batalla. Sin embargo, dado que el pendón está datado entre 1350 y 1375, es imposible que el usado en la batalla de Guadalhorce fuera el actualmente llamado pendón de Baeza o de San Isidoro.
Diversos historiadores señalan que el alférez mayor de Baeza, Pedro Martínez de Xódar, fue el que murió heroicamente defendiendo el pendón de su ciudad en la batalla de Guadalhorce, y también afirman que tras perder las manos, el alférez lo sostuvo con sus brazos amputados hasta que murió, y que debido a su hazaña sus descendientes usaron el apellido Alférez de Jódar.

## Memoria actual
El 31 de mayo de 2012, la ciudad de Baeza concedió su medalla de oro a la Muy Ilustre, Real e Imperial Cofradía del Milagroso Pendón de San Isidoro.